# مجاعة نياسالاند 1949
مجاعة نياسالاند 1949 هي مجاعة حدثت في مرتفعات شاير في مقاطعة نياسالاند الجنوبية (الآن في ملاوي) وجزء من المقاطعة الوسطى في عام 1949، أدت إلى أوائل عام 1950. السبب المباشر لها هو الجفاف الشديد في كانون الأول / ديسمبر 1948 إلى كانون الثاني / يناير 1949 وفي آذار / مارس 1949 والذي دمر الكثير من محاصيل الذرة التي اعتمد عليها سكان المناطق المتضررة خلال موسم نموها الرئيسي. وجاء ذلك بعد عامين من الأمطار المتقطعة وضعف المحاصيل التي استنزفت مخزونات المزارعين. تم تكثيف تأثير فشل المحاصيل بسبب فشل الحكومة الاستعمارية في الحفاظ على مخزون احتياطي طارئ للحبوب، التأخير في استيراد إمدادات الإغاثة الكافية وشرط أن يتم الدفع مقابل معظم الإغاثة مقدماً. كان عدد القتلى الرسمي من المجاعة حوالي 200 شخص، والتي قد تكون أقل من الواقع، ويستثني من يموتون من الأمراض التي تفاقمت بسبب سوء التغذية.
هناك اختلاف كبير حول الأسباب الكامنة وراء المجاعة. في البداية، ألقي باللوم على الزراعة المكثفة مما تسبب في تآكل التربة وعلى زراعة التبغ بدلاً من المحاصيل الغذائية. في وقت لاحق، أقتُرح أن السبب هو التخلف الاستعماري الذي قام بمصادرة الأراضي، فرض الضرائب والإيجارات على المزارعين الأفرقة واعطائهم أجراً قليلاً مقابل عملهم وإنتاجهم. وفي الآونة الأخيرة، تركز الاهتمام على التنمية الاقتصادية والاجتماعية غير المتوازنة للمحمية في ثلاثينيات وأربعينيات القرن الماضي. أدى ذلك، أولاً، إلى زيادة عدد الموظفين والتجار الذين يحتاجون إلى شراء طعامهم ولكنهم كانوا يعتمدون على الفوائض غير المؤكدة الناشئة عن نظام الكفاف الزراعي بدلاً من المزارعين الذين ينتجون الطعام للسوق، والمنظمات التسويقية الحكومية التي ثبطت إنتاج الذرة عن طريق دفع أجر ضئيل للمزارعين. بالإضافة إلى ذلك، خلقت هذه التغييرات طبقة من الأفراد لا يتمتعون بإمكانية الوصول الكافية إلى الأراضي الزراعية أو الحصول على عمل آمن، أكثر عرضة للخطر في أوقات نقص الطعام، وكان أكثرهم من السيدات